# Párbaj furkósbotokkal
A Párbaj furkósbotokkal (Riña a garrotazos vagy Duelo a garrotazos) Goya spanyol festő alkotása, mely jelenleg a madridi Prado gyűjteményében látható. A festő fekete festmények néven ismertté vált sorozatának darabja, melyet 1819 és 1823 között festett a Madridhoz közeli Quinta del Sordo falaira.

## A festmény
A festményen két férfi egy elhagyatott tájon, térdig a sárba süppedve folytat elkeseredett küzdelmet egymással.
A többi fekete festményhez hasonlóan ezt is 1873-74-ben helyezték át vászonra Salvator Martinez Cubells a madridi Prado kurátora felügyelete mellett. A vásznakat báró Emile d'Erlanger adományozta 1881-ben a spanyol államnak. Valamennyi festményt a vászonra helyezése előtt d'Erlanger báró megbízásából Jean Lauren fotográfus dokumentálás céljából lefényképezte. Nigel Glendinning brit művészettörténész összevetette Pradóban található festményt és Laurent áthelyezés előtt készített felvételét és több eltérést is megfigyelt.2010-ben Carlos Foradada festő és művészettörténet tanár újra elvégezte a vizsgálatot: következtetése szerint a két alak nem a sárba süpped, hanem füves talajon küzd egymással. A festmény vászonra helyezése során több helyen is megsérült, egyes részletek elvesztek: a hiányzó részek többek között a kép alsó részét érintették, emiatt a két alak lábszára alig kivehető. Ez kelti azt az érzést, hogy térdig az ingoványos talajba süllyedve állnak.
Francisco-Xavier de Salas Bosch szerint Goya Diego de Saavedra Fajardo Empresas Políticas [Political Maxims], Idea de un príncipe político cristiano című művében szereplő egyik allegóriájára (a 75-dikre) utalhatott. Ez az allegória görög mitológiai alak, Kadmosz legendájára hivatkozik. A mítosz szerint Kadmosz megölt egy sárkányt, és Pallasz Athéné tanácsára elvetette a sárkányfogakat. A sárkányfogakból harcosok keltek ki, akik elpusztították egymást, csak öt maradt közülük életben. Az öt harcos és Kadmosz együtt alapították meg Kadmosz városát, amely később a Thébai nevet kapta. Goya ezzel a festménnyel VII. Ferdinánd spanyol király politikájára utalhatott.